# Estació dels Monjos

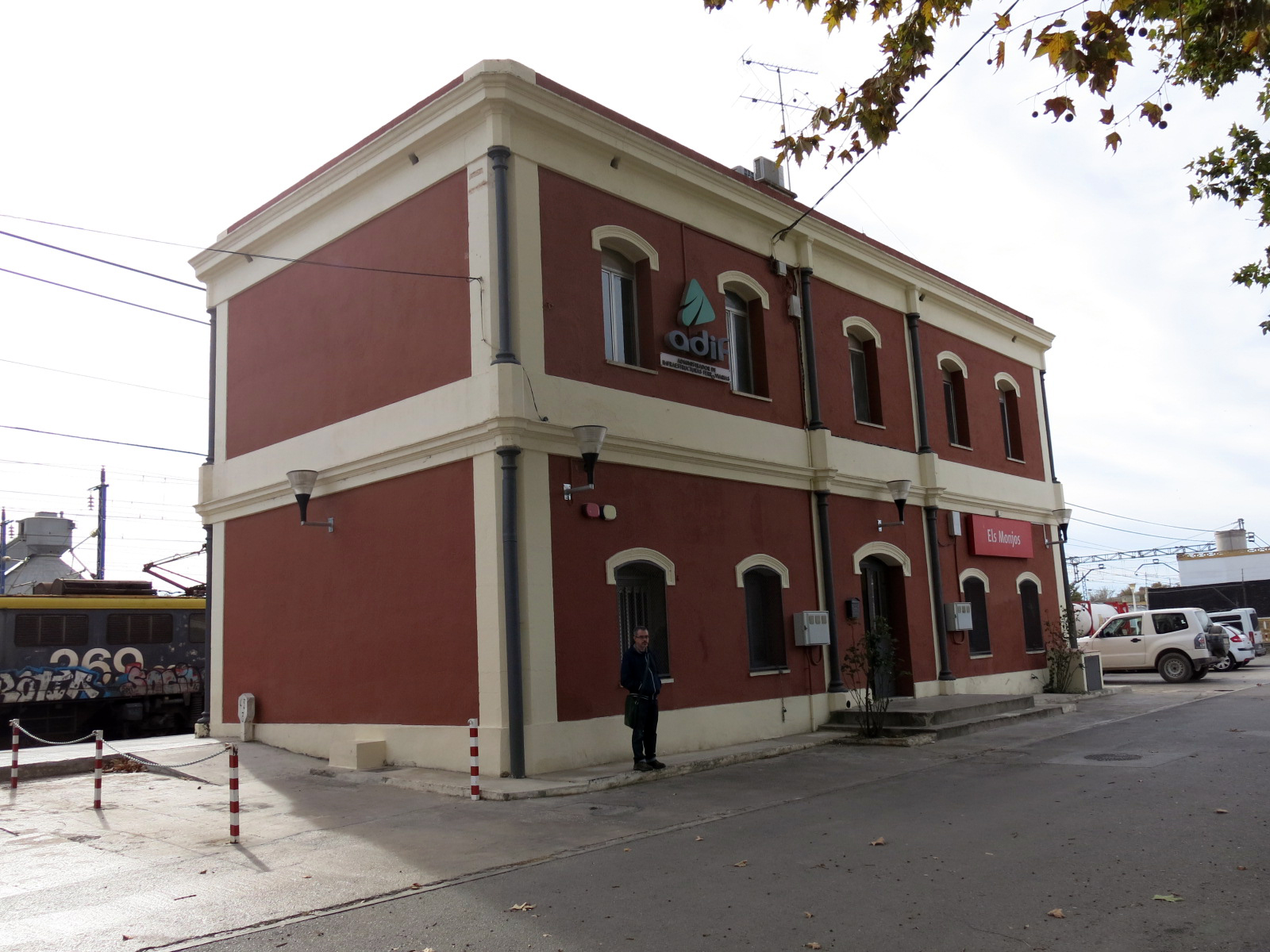
Edifici de l'estació.

Els Monjos és una estació de ferrocarril propietat d'adif situada a la població dels Monjos al municipi de Santa Margarida i els Monjos a la comarca de l'Alt Penedès. L'estació es troba a la línia Barcelona-Martorell-Vilafranca-Tarragona per on circulen trens de la línia R4 de Rodalies de Catalunya operat per Renfe Operadora, servei que uneix el Bages, el Vallès Occidental i Barcelona amb Sant Vicenç de Calders via les comarques del Baix Llobregat, Alt Penedès i Baix Penedès.
Aquesta estació de la línia de Vilafranca va entrar en servei l'any 1865 quan es va obrir el tram entre Martorell i Tarragona, sis anys més tard que la línia arribés a Martorell.
L'any 2016 va registrar l'entrada de 109.000 passatgers.
| Rodalia de Barcelona   |         |       |                        |                        |
| Procedència/Destinació | <       | Línia | >                      | Procedència/Destinació |
| Sant Vicenç de Calders | L'Arboç |       | Vilafranca del Penedès | Terrassa Manresa       |